# Samostan sv. Marka, Leon
Samostan svetega Marka (špansko Convento de San Marcos) je bil samostan v  Leónu v Španiji, danes delujoč luksuzni hotel parador. Vsebuje tudi posvečeno cerkev in muzej ter je eden najpomembnejših spomenikov renesanse v Španiji. Je eden največjih arhitekturnih draguljev Leóna, skupaj s stolnico, baziliko San Isidoro in Casa Botines. Ima zelo okrašeno plateresco fasado. Najtemnejše obdobje v petstoletni zgodovini samostana San Marcos je zgoščeno v zgolj štirih letih. V času španske državljanske vojne so se sobe, hlevi, samostani, cerkev, kor, muzej in vsak kotiček stavbe spremenili v improvizirane ječe ali sobe zapornikov. Med julijem 1936 in koncem 1940 je bilo hkrati zaprtih do 7000 moških in 300 žensk. Ocenjuje se, da je v celotni vojni in obdobju, ki je sledilo, število pripadnikov republiške milice in političnih zapornikov, ki so šli skozi njegove celice, približno 20.000. V provinci León je zaradi represije zabeleženo okoli 3000 smrtnih žrtev, lepo število pa jih je prišlo iz ječ San Marcosa.

## Zgodovina

### Preprosta romarska bolnišnica
Izvor te zgradbe leži v 12. stoletju, v dneh Alfonza VII. Leónskega. Njegova sestra infantinja Sancha Kastiljska je julija 1152 prispevala za izgradnjo skromne stavbe na obrobju obzidanega mesta, na bregovih reke Bernesge, kjer bi lahko bivali "Kristusovi ubogi". To bi bil zavetniški hram za romarje, ki potujejo po Camino de Santiago. Poleg tega je bila stavba glavna rezidenca reda sv. Jakoba v kraljevini León. Leta 1176 je bil za prvega priorja izvoljen Pedro Fernandez de Castro, prvi mojster reda, ki je bil leta 1184 pokopan v svoji cerkvi.

### Zgodovina gradnje
V 16. stoletju je bila srednjeveška zgradba v slabem stanju, zato so jo porušili in zgradili novo, zahvaljujoč donaciji Ferdinanda Katoliškega leta 1514. Arhitekti, imenovani za to delo, so bili: Juan de Orozco (cerkev), Martín de Villarreal (fasada) in Juan de Badajoz el Mozo (samostan in zakristija). Vendar se je novo delo začelo šele v času vladavine Karla I. Znano je, da je bila leta 1537 od vhoda v cerkev zgrajena plateresco glavna fasada samostana, ki je bil posvečen leta 1541. V naslednjih letih je skulpture na fasadi gradil Orozco, izdelovali so kor, 1549 je Juan de Badajoz končal zakristijo, znotraj katere je trenutno grobnica, s kipom škofa Juana Quiñonesa de Guzmana, kiparsko delo, pripisano Estebanu Jordánu. Dela so bila prekinjena leta 1566 zaradi prenosa skupnosti v Calero in nato v Mérido, vendar je vrnitev bratov v San Marcos leta 1602 dala zagon nadaljevanju del. Leta 1615 so zgradili stopnišče in leta 1679 dokončali del samostana, ki je še manjkal. Nazadnje je bila med letoma 1711 in 1715 izvedena velika razširitev stavbe, ki je dala še en trakt, ki gre od glavnega vhoda proti reki, dokler se ne konča pri palačnem stolpu. Ta nov trakt popolnoma posnema tistega, zgrajenega v 16. stoletju, z malo umetniške razlike med obema polovicama fasade.

## Opis

### Fasada
Kot že omenjeno, je eden najpomembnejših spomenikov španske renesanse. Njegova fasada je biser plateresco sloga. Izdelana je iz enega samega dela s steno iz dveh teles in dveh nadstropij, zaključena s prevotlenim zatrepom in fialami. Prvo nadstropje ima polkrožna okna in plateresco pilastre, drugo pa balkone in stebre z balustradami. Na podnožju so medaljoni z grško-latinskimi in osebami iz zgodovine Španije (Herkul, Priam, Hektor, Aleksander Veliki, Hanibal, Julij Cezar, Trajan, Judita, Lukrecija, Izabela I. Kastiljska, Karel Veliki, Bernardo del Carpio, El Cid, Ferdinand II. Aragonski, Karel I. in Filip II. Španski). Na vrhu so predstavljene angelske glave. Palacijski stolp je bil zgrajen med letoma 1711 in 1714. Okrašen je s križem sv. Jakoba in León in ima štiri frize z entablaturo.
Fasada in glavni vhod imata dva odseka v plateresco slogu, čeprav so bili v 18. stoletju dodani  baročni elementi. Renesančna stavba ima čez sto metrov dolgo fasado, katere vzhodni del je bil zgrajen med letoma 1533 in 1541. Zahodni, baročni del s portalom in stolpom z uro je nastal med letoma 1708 in 1716. Dve nadstropji sta bogato okrašeni s plateresco slogom. Nad glavnim portalom je prikazan apostol Jakob, ki ubija Mavre.

### Križni hodnik
Križni hodnik je razdeljen na dva odseka iz 16. stoletja, delo Juana de Badajoza el Moza, v enem od oddelkov je reliefno delo Juana de Junija, ki predstavlja Rojstvo. Druga dva odseka sta iz 17. in 18. stoletja.

### Cerkev
Cerkev je v poznošpanskem gotskem slogu, imenovana Reyes Católicos. Pročelje obdajata dva nedokončana stolpa, med njimi je velik rebrast obok. Izstopata dve niši, v vsakem stolpu po ena, v eni pa je vklesan datum dokončanja cerkve: 3. junij 1541. Predstavljena sta dva reliefa: Kalvarija s križem in Snemanje s križa Juana de Junija. Notranjost ima široko in prostorno ladjo z retablom, ločenim z rešetkami. V glavni oltarni sliki izstopata: Apostoli in Oznanjenje (18. stoletje).
Kar se tiče kora, je spodnji del delo Guillerma Doncela (16. stoletje), preostali del je delo Juana de Junija.
Trenutno ima ta stavba dva načina uporabe:
- Parador Nacional, hotel s kategorijo 5 zvezdic v nekdanjem romarskem hostlu in prizidku iz 20. stoletja. Ta uporaba velja od leta 1964. Notranjost ima veliko umetniških eksponatov. Slike iz šole flamenka, rezbarije iz lesa, pohištvo, obnovljeno iz porušenih cerkva in dvorcev, tapiserije, omare in dela tega obdobja ter sodobnih umetnikov, kot so Lucio Muñoz, Vela Zanetti, Agustín Redondela, Álvaro Delgado Ramos, Ricardo Macarrón in Joaquín Vaquero Turcios.
- V križnem hodniku, kaptolu in zakristiji je muzej (Museo de León), ki prikazuje predvsem sveto umetnost.
- Cerkev posvečena od leta 1541.